# Sand Creek (Denver, Colorado)
La Sand Creek est une rivière des États-Unis qui se jette dans la South Platte à l'ouest de Commerce City, dans l'État du Colorado. Depuis sa source, elle coule à travers Aurora et Denver avant de rejoindre la South Platte, dans le comté d'Adams.

## Géographie
La Sand Creek est longue de 23,5 km.

## Pollution au benzène
En novembre 2011, un pêcheur local a remarqué un reflet huileux à la surface de la Sand Creek. Les tests ont révélé que l'eau était contaminée par des niveaux anormaux d'un hydrocarbure aromatique, le benzène. La source de la pollution provient d'un tuyau endommagé à proximité d'une raffinerie de la société Suncor, le benzène s'était infiltré dans la nappe phréatique et en surface dans la Sand Creek. En décembre 2011, le département de la Santé et de l'Environnement du Colorado a commencé à surveiller les niveaux de benzène à la jonction de la Sand Creek et de la South Platte. Les résultats ont montré des niveaux de benzène allant de 140 à 730 ppb — bien au-dessus de la limite nationale fixée à 5 ppb par l'Environmental Protection Agency (EPA), l'agence gouvernementale des États-Unis pour l'environnement. De plus, en aval dans la South Platte, les niveaux de benzène ont également été relevés significativement hauts, allant de 130 à 190 ppb. Bien que la fuite de benzène ait été identifiée et stoppée, les niveaux restent encore supérieurs à la norme EPA pour l'eau potable. Cette situation est préoccupante car la South Platte, fréquemment utilisée pour des activités récréatives telles que la baignade et la pêche, alimente en eau potable les communautés voisines.